# Первомайський (Старополтавський район)
Первомайський (рос. Первомайский) — селище у Старополтавському районі Волгоградської області Російської Федерації.
Населення становить 356  осіб. Входить до складу муніципального утворення Гмелинське сільське поселення.

## Історія
Селище розташоване у межах українського історичного та культурного регіону Жовтий Клин.
Згідно із законом від 17 січня 2005 року № 991-ОД органом місцевого самоврядування є Гмелинське сільське поселення.

## Населення
| 2010 | 2012 |
| ---- | ---- |
| 313  | ↗356 |